# クープ・ドゥ・フランス・フェミニーヌ
クープ・ドゥ・フランス・フェミニーヌ（Coupe de France féminine）は、フランスで毎年開催される女子サッカー最高峰のカップ戦である。2001年にチャレンジ・ドゥ・フランスとして創設され、2011-12シーズンから現在のクープ・ドゥ・フランス・フェミニーヌに改称された。

## 歴史
1920年代、FSFSF女子フランスサッカーカップがフランスカップの最初の大会となり、その後、1930年代の女子サッカーの衰退に伴い、 フランス女性スポーツ協会連盟（FSFSF）はサッカー競技会の開催を中止した。
第1回のFFFチャレンジ・ドゥ・フランスは2001-02シーズンのUEFA女子カップ（現UEFA女子チャンピオンズリーグ）の第1回大会と同時期に初めて開催された。このカップ戦はフランスで唯一のシニアの女子選手だけが参加できる大会で、フランス全土の女子サッカーチームが参加できる。地域クラブの参加は任意であるが、D3フェミニン以上のクラブは、不測の事態により出場が禁止されない限り、参加が義務付けられている。
2011-12シーズンの大会からクープ・ドゥ・フランス・フェミニーヌに改称された。
2023-24シーズンの大会から海外領土のクラブも参加できるようになった。

## 大会結果
以下は各シーズンの決勝戦の一覧である。
| 回 | シーズン | 優勝                                                   | スコア                                                 | 準優勝                                                 | 開催スタジアム                                         |
| -- | -------- | ------------------------------------------------------ | ------------------------------------------------------ | ------------------------------------------------------ | ------------------------------------------------------ |
| 1  | 2001–02  | トゥールーズ (1)                                       | 2–1                                                    | FCリヨン                                               | スタッド・レオン・ソセ                                 |
| 2  | 2002–03  | FCリヨン (1)                                           | 4–3                                                    | モンペリエHSC                                          | スタッド・デ・アルエット                               |
| 3  | 2003–04  | FCリヨン (2)                                           | 2–0                                                    | USコンピエーニュ                                       | スタッド・アレクサンドル＝キュイユ                     |
| 4  | 2004–05  | FCFジュビジー (1)                                      | 1–1 (5–4 PK)                                           | オリンピック・リヨン                                   | スタッド・ドゥ・ラ・テット・ノワール                   |
| 5  | 2005–06  | モンペリエHSC (1)                                      | 1–1 (4–3 PK)                                           | オリンピック・リヨン                                   | スタッド・ピエール＝デュクルシアル                     |
| 6  | 2006–07  | モンペリエHSC (2)                                      | 3–3 (3–0 PK)                                           | オリンピック・リヨン                                   | スタッド・オーギュスト＝ドローヌ                       |
| 7  | 2007–08  | オリンピック・リヨン (1)                               | 3–0                                                    | パリ・サンジェルマン                                   | スタッド・ド・フランス                                 |
| 8  | 2008–09  | モンペリエHSC (3)                                      | 3–1                                                    | ル・マンUC                                             | スタッド・ジェルラン                                   |
| 9  | 2009–10  | パリ・サンジェルマン (1)                               | 5–0                                                    | モンペリエHSC                                          | スタッド・ロベール＝ボバン                             |
| 10 | 2010–11  | サン＝テティエンヌ (1)                                 | 0–0 (3–2 PK)                                           | モンペリエHSC                                          | スタッド・ドゥ・ラ・ペピニエール                       |
| 11 | 2011–12  | オリンピック・リヨン (2)                               | 2–1                                                    | モンペリエHSC                                          | スタッド・ジャック＝ランボー                           |
| 12 | 2012–13  | オリンピック・リヨン (3)                               | 3–1                                                    | サン＝テティエンヌ                                     | スタッド・ガブリエル＝モンピエ                         |
| 13 | 2013–14  | オリンピック・リヨン (4)                               | 2–0                                                    | パリ・サンジェルマン                                   | MMアレーナ                                             |
| 14 | 2014–15  | オリンピック・リヨン (5)                               | 2–1                                                    | モンペリエHSC                                          | スタッド・ドゥ・レポペ                                 |
| 15 | 2015–16  | オリンピック・リヨン (6)                               | 2–1                                                    | モンペリエHSC                                          | スタッド・デ・アルプ                                   |
| 16 | 2016–17  | オリンピック・リヨン (7)                               | 1–1 (7–6 PK)                                           | パリ・サンジェルマン                                   | スタッド・ドゥ・ラ・ラビーヌ                           |
| 17 | 2017–18  | パリ・サンジェルマン (2)                               | 1–0                                                    | オリンピック・リヨン                                   | スタッド・ドゥ・ラ・メノ                               |
| 18 | 2018–19  | オリンピック・リヨン (8)                               | 3–1                                                    | LOSCリール                                             | スタッド・ガストン＝プティ                             |
| 19 | 2019–20  | オリンピック・リヨン (9)                               | 0–0 (4–3 PK)                                           | パリ・サンジェルマン                                   | スタッド・ドゥ・ラベ＝デシャン                         |
| 20 | 2020–21  | 新型コロナウイルス感染症のパンデミックにより大会は中止 | 新型コロナウイルス感染症のパンデミックにより大会は中止 | 新型コロナウイルス感染症のパンデミックにより大会は中止 | 新型コロナウイルス感染症のパンデミックにより大会は中止 |
| 21 | 2021–22  | パリ・サンジェルマン (3)                               | 8–0                                                    | FFイズール                                             | スタッド・ガストン＝ジェラール                         |
| 22 | 2022–23  | オリンピック・リヨン (10)                              | 2–1                                                    | パリ・サンジェルマン                                   | スタッド・ドゥ・ラ・ソース                             |
| 23 | 2023–24  | パリ・サンジェルマン (4)                               | 1–0                                                    | FCフルーリー91                                         | スタッド・ドゥ・ラ・モッソン                           |
| 24 | 2024–25  |                                                        | -                                                      |                                                        | スタッド・ドゥ・レポペ                                 |

## クラブ別成績
| 順位 | クラブ名             | 優勝回数 | 準優勝回数 |
| ---- | -------------------- | -------- | ---------- |
| 1    | オリンピック・リヨン | 10       | 4          |
| 2    | パリ・サンジェルマン | 4        | 5          |
| 3    | モンペリエHSC        | 3        | 6          |
| 4    | FCリヨン             | 2        | 1          |
| 5    | サン＝テティエンヌ   | 1        | 1          |
| 6    | トゥールーズ         | 1        | 0          |
| 6    | FCFジュビジー        | 1        | 0          |
| 8    | USコンピエーニュ     | 0        | 1          |
| 8    | ル・マンUC           | 0        | 1          |
| 8    | LOSCリール           | 0        | 1          |
| 8    | FFイズール           | 0        | 1          |
| 8    | FCフルーリー91       | 0        | 1          |